# Fair Warning
Fair Warning é o quarto álbum de estúdio da banda norte-americana de hard rock Van Halen, lançado em 29 de Abril de 1981 e remasterizado em 19 de setembro de 2000. Apesar de ser o álbum com menor índice de vendas da banda na época de David Lee Roth, muitos fãs consideram este o melhor do grupo, o ápice do Van Halen. É também citado como uma das principais fontes de influência de muitos guitarristas alternativos e atuais.
A capa do álbum apresenta detalhes da pintura "O Labirinto", do pintor canadense William Kurelek, representando sua difícil infância. É o único álbum da banda a aparecer na lista dos 75 álbuns que todo homem deveria ter pela revista Esquire.

## Produção
Fair Warning foi um dos primeiros álbuns da banda a refletir problemas na criação de canções devido ao ego de seus integrantes. Edward Van Halen queria explorar estruturas musicais mais sombrias, longas e complexas, enquanto David Lee Roth desejou enfatizar a influência pop que emergiu nos dois álbuns anteriores (o que trouxe ao grupo maior atenção e uma aparição mais branda na mídia). Eddie claramente prevaleceu, já que o álbum apresentou, de fato, canções mais longas, sombrias e faixas de guitarra mais agressivas. Fair Warning foi também o primeiro da banda a utilizar teclados sintetizadores, tocados originalmente por Eddie. Apesar dos sintetizadores, o álbum não teve hits de rádios (entretanto "So This is Love" teve uma rápida aparição, atingindo a 110ª posição na Billboard Hot 100) e incluiu uma faixa instrumental denominada "Sunday Afternoon in the Park", constituída principalmente pelos teclados.
O trabalho de arte da capa do álbum é acompanhado por uma foto preto e branco da banda, além de uma pichação do gueto. Essa pichação tem um arame cobrindo-a, janelas quebradas e, ao topo, o logo do Van Halen na era Roth com um emboço na asa esquerda. Na parede há também uma frase da canção de abertura, "Mean Street".
A pintura de William Kurelek utilizada no cover do álbum foi produzida durante seu tratamento em um hospital, em que ele alegou ter esquizofrenia após fazer alguns cortes em seu braço. Durante o tratamento, Kurelek foi encorajado a pintar quadros pelos psicólogos como forma de ajudá-lo a curar-se, recebendo um quarto exclusivo para tal. Foi durante a estadia em que ele pintou a obra intitulada "O Labirinto", representando sua brutal infância vivida no Canadá durante a Grande Depressão.

## Faixas
Todas as faixas por Michael Anthony, David Lee Roth, Edward Van Halen e Alex Van Halen.
| N.º            | Título                                        | Duração |  |
| 1.             | "Mean Street"                                 | 5:01    |  |
| 2.             | "Dirty Movies"                                | 4:08    |  |
| 3.             | "Sinner's Swing!"                             | 3:09    |  |
| 4.             | "Hear About It Later"                         | 4:35    |  |
| 5.             | "Unchained"                                   | 3:29    |  |
| 6.             | "Push Comes to Shove"                         | 3:49    |  |
| 7.             | "So This is Love?"                            | 3:06    |  |
| 8.             | "Sunday Afternoon in the Park" (Instrumental) | 1:58    |  |
| 9.             | "One Foot Out the Door"                       | 1:58    |  |
| Duração total: | Duração total:                                | 31:19   |  |

## Créditos
- David Lee Roth - Vocal
- Eddie Van Halen - Guitarra, vocal de apoio
- Michael Anthony - Baixo, vocal de apoio
- Alex Van Halen - Bateria

## Charts

### Álbum
| País - Parada Musical (1981)   | Melhor posição |
| ------------------------------ | -------------- |
| Estados Unidos - Pop Albums    | 5              |
| Canadá - Canadian Albums Chart | 11             |
| Austrália - ARIA Charts        | 97             |
| Suécia -Swedish Albums Chart   | 18             |
| Reino Unido - UK Albums Chart  | 49             |

### Singles
Billboard (América do Norte)
| Ano  | Single                | Chart           | Posição |
| ---- | --------------------- | --------------- | ------- |
| 1981 | "So This is Love?"    | Mainstream Rock | 15      |
| 1981 | "Mean Street"         | Mainstream Rock | 12      |
| 1981 | "Push Comes to Shove" | Mainstream Rock | 29      |
| 1981 | "Unchained"           | Mainstream Rock | 13      |

## Certificações
| País           | Certificador | Certificação | Vendas     |
| -------------- | ------------ | ------------ | ---------- |
| Estados Unidos | RIAA         | 2× Platina   | 2 000 000+ |
| Canadá         | Music Canada | Platina      | 100 000+   |

## Certificação RIAA
- Ouro: 7 de julho de 1981
- Platina: 18 de novembro de 1981
- Multi-platina:
  - 4 de agosto de 1994 (2x)

## Ligações Externas
- Tungcast - Discos subestimados[ligação inativa]